# 신도 하루이치
신도 하루이치(新藤 晴一, 구칭 하루이치, ハルイチ, 1974년 9월 20일 - )는 일본의 남자 음악가로 포르노그라피티의 기타리스트이다.

## 개략
1999년에 록 밴드인 포르노그라피티의 일원으로서 데뷔했다. 거의 모든 싱글 곡을 작사하여, 많은 히트를 기록하고 있다. 비지의 모든 싱글 곡도 작사한다. 더구나 bayfm(베이 에프엠)의 라디오 프로그램인 "カフェイン11"(카페인 일레븐)의 DJ도 담당하는 등 다방면에 걸쳐 활약하고 있다. 이 프로그램은 bayfm 공식 사이트로도 들을 수 있어, 매주 화요일에 경신된다.
밴드 결성 당초에는 보컬을 담당하고 있지만, 오카노 아키히토가 노래의 재주가 있어서, 기타리스트가 됐다. 타마와는 국민 학교와 중학교의 동급생으로, 아키히토와는 고등 학교의 동급생이다.
"사쿠라가오카 클로고스"(桜ヶ丘クロゴス, Sakuragaoka Clogos)라는 야구 팀의 감독이자 피처이다. 킨키키즈의 도모토 고이치의 팀과 자주 시합을 한다.
2006년엔 "ウェンディの薄い文字"(웬디의 얇은 문자, 싱글 "Winding Road" 수록)의 보컬도 담당했다.

## 프로필
- 본명 : 신도 후미아키 (新藤文昭, シンドウフミアキ)
- 애칭 : 하루(ハル), 하루 군(ハルくん), 하루 쨩(ハルちゃん), 신 쨩(しんちゃん)
- 생일 : 1974년 (쇼와 49년) 9월 20일
- 출신지 : 히로시마현 인노시마 시
- 학력 : 히로시마 현립 인노시마 고등 학교 졸업
- 신장 : 177cm
- 취미 : 야구, 그림을 그리는 것, 마작, 서핑, 카트, 카메라(사진)
- 가족 : 아버지, 어머니와 형, 아내 하세가와 쿄코, 1남 1녀
- 좋아하는 뮤지션 : 바비 보이즈, 에릭 클랩튼
- 사용 악기 :
  - GIBSON LES PAUL STANDARD 1960 (메인 기타)
  - GIBSON LES PAUL CUSTOM HISTORIC COLLECTION
  - GIBSON LES PAUL STANDARD HISTORIC COLLECTION
  - GIBSON LES PAUL JUNIOR DOUBLE CUTAWAY
  - GIBSON FLYING V
  - GIBSON ES-335
  - GIBSON ES-336
  - GIBSON CHET ATKINS CEC
  - FENDER CUSTOMSHOP STRATOCASTER MADE BY JOHN ENGLISH
  - FENDER CUSTOMSHOP TELECASTER MADE BY JOHN ENGLISH
  - FENDER STORATOCASTER '67
  - FENDER STORATOCASTER '74
  - B.C. Rich MOCKINGBIRD SLASH MODEL
  - G&L ASAT SPECIAL WITH BIGSBY
  - KILLER CUSTOM MADE PRIME
  - MARTIN 000-28
  - MARTIN 000-28EC
  - OVASION 2003 COLLECTORS' EDITION
  - Paul Reed Smith Modern Eagle

## 가사를 제공한 노래
- 컬러
  - Rav & Business
  - Remake (リメイク, 리메익)
- 비지
  - 구지라 (鯨, 고래)
  - Venus Say…
  - 히토리 이치즈 (一人一途, 혼자 외곬으로)
  - Be Somewhere
  - Pasion (パシオン, 정열)
  - 나키타이 요루니 기키타이 고토바 (泣きたい夜に聞きたい言葉, 울고 싶은 밤에 듣고 싶은 말)
- 구로다 미치히로
  - la la
- 오타 히로미
  - 기미가 잇타 혼토노 고토 (君が言ったほんとの事, 그대가 말한 참말)
- 후지키 나오히토
  - Tuning Note

## 서적
- 지타쿠니테 (自宅にて, 자택에서, 2006년 1월 1일 발매)

## 같이 보기
- 포르노그라피티
  - 오카노 아키히토
- 타마
- 비지